# Wzmożone światłem oddychanie ciemniowe
Wzmożone światłem oddychanie ciemniowe, LEDR (ang. light-enhanced dark respiration) – zjawisko znacznie wyższego oddychania mitochondrialnego roślin po okresie fotosyntezy. Oddychanie komórkowe jest przez okres kilku, kilkunastu minut bardziej intensywne niż oddychanie po długim okresie ciemności.
Zjawisko to spowodowane jest zużywaniem zgromadzonych w okresie oświetlania substratów oddechowych, głównie jabłczanu i pirogronianu. Po okresie PIB-u jabłczan nie jest już zużywany do redukcji hydroksypirogronianu w peroksysomach oraz gwałtownie zostaje zatrzymana redukcja azotanów. Zużycie NADH w cytozolu i peroksysomach obniża się a pozostający NADH może służyć do redukcji OAA i powstawania zwiększonych ilości jabłczanu. Możliwe, że w okresie LEDR-u mitochondria utleniają również zgromadzony w okresie światła cytozolowy NADH i NADPH. Wzmożone światłem oddychanie cieniowe objawia się zarówno zwiększonym wydzielaniem CO2, jak i podwyższonym zużyciem O2. Rozmiary LEDR-u zwiększają się nawet wtedy, kiedy fotooddychanie jest zahamowane poprzez niskie stężenie O2. Pooświetleniowe oddychanie jest tym większe im większe było natężenie światła podczas okresu fotosyntezy - oświetlania. Natężenie LEDR-u może więc odzwierciedlać dostępny dla mitochondriów poziom metabolitów fotosyntetycznych nagromadzonych w okresie oświetlania.
Mechanizm wzmożenia oddychania po okresie światła nie jest w pełni wyjaśniony. Wyniki doświadczeń sugerują, że LEDR może być efektem podwyższonego utleniania jabłczanu po oświetleniu. W komórkach liści nagromadzona jest duża ilość tego związku w rozpoczynającym się okresie ciemności, a aktywność enzymu jabłczanowego zależnego od NAD (NAD-ME) i dekarboksylazy pirogronianowej (PDC) wzrasta w okresie ciemności. To właśnie w następstwie inaktywacji NAD-ME i PDC oddychanie mitochondrialne na świetle może być hamowane. Mechanizm odpowiedzialny za hamowanie aktywności NAD-ME na świetle nie jest poznany. Enzym pozostaje nieaktywny podczas izolacji mitochondriów z oświetlanych liści i późniejszej filtracji na żelu ekstraktu mitochondrialnego. Brak jest dowodów na fosforyzację enzymu, jednak modyfikacje kowalencyjne lub zmiany spowodowane przyłączeniem kofaktorów mogą zachodzić. PDC obecna w mitochondriach jest odwracalnie inaktywowana na świetle poprzez ufosforylowanie. Hamowanie aktywności PDC występuje głównie podczas warunków fotooddechowych. Stwierdzono jednak, że liście grochu oświetlane przy stężeniu 1500 µl CO2/l (hamującym fotooddychanie) miały jedynie w 60-80% obniżoną aktywność PDC. Na hamowanie aktywności PDC, zależne od fotooddychania, może mieć wpływ NH3 (produkowanego podczas dekarboksylacji glicyny), który zmniejsza aktywność PDC stymulując kinazę odpowiedzialną za fosforyzację PDC. Podwyższona synteza ATP związana ze zwiększonym transportem elektronów podczas utleniania glicyny może także ułatwiać inaktywację PDC. Inaktywacja PDC na świetle była obserwowana u grochu, cukinii, soi, jęczmienia, tytoniu i kukurydzy.
Zarówno aktywność NAD-ME jak i PDC wzrasta gwałtownie w ciągu kilku minut od zaciemnienia liści. W konsekwencji, przez okres ciemności obniża się zarówno stężenie jabłczanu, jak i natężenie oddychania. Inni autorzy wskazują na znaczący udział glicyny w zjawisku LEDR. Stężenie glicyny może utrzymywać się na podwyższonym poziomie nie tylko w okresie PIB-u, ale także podczas wzmożonego oddychania po okresie fotosyntezy. Na taką możliwość wskazują niższe natężenie oddychania po świetle w obniżonym stężeniu O2 (1%) oraz wzrost LEDR-u po podaniu do liści glicyny. Znaczący udział w zjawisku wzmożonego oddychania może mieć też alternatywna droga oddechowa. O znaczeniu oksydazy alternatywnej dla tego zjawiska świadczy jego wrażliwość na SHAM wykazana w protoplastach jęczmienia.
Wyjaśnienie mechanizmu powstawania LEDR-u powiązane jest z badaniami nad sposobem hamowania oddychania mitochondrialnego na świetle. Oddychanie na świetle hamowane jest przez takie natężenie światła (3 µmole fotonów m-2 s-1), jakie jest konieczne do zaobserwowania zjawiska LEDR. Spadek natężenia oddychania mitochondrialnego na świetle wynika prawdopodobnie z obniżenia aktywności enzymu jabłczanowego i PDC. Inaktywacja PDC zatrzymuje reakcję przekształcania pirogronianu do acetylo CoA i w efekcie cykl Krebsa (TCA). Zatrzymanie cyklu TCA wydaje się jednak mało prawdopodobne. To w efekcie jego działania dostarczane są szkielety węglowe niezbędne do syntez aminokwasów. Źródłem węgla dla cyklu TCA na świetle może być fosfoenolopirogronian syntetyzowany z trioz powstających podczas fotosyntezy. Karboksylaza PEP oraz dehydrogenaza jabłczanowa mogą produkować jabłczan stanowiący źródło węgla dla cyklu kwasu cytrynowego. Jednak większość produktów fotosyntezy jest zużywana do produkcji cukrów w cytozolu. Możliwe jest, iż jabłczan dostarczany do cyklu kwasu cytrynowego na świetle syntetyzowany jest z glioksalanu z udziałem enzymu – liazy izocytrynianowej obecnej w mitochondriach roślinnych. Enzym ten katalizuje reakcję przekształcania izocytrynianu do glioksalanu i bursztynianu, a reakcja ta jest odwracalna przy wysokich stężeniach bursztynianu i glioksalanu. W takim przypadku jabłczan powstawałby dzięki dużej produkcji glioksalanu w cyklu fotooddechowym pośrednio poprzez izocytrynian. Obserwacje związane z podawaniem inhibitora mitochondrialnej drogi cytochromowej – antymycyny a oraz inhibitora fosforyzacji oksydacyjnej – oligomycyny pokazują obniżenie się poziomu rybulozo-1,5-bisfosforanu (RuBP). Sugeruje to, że mitochondrialny transport elektronów jest ważny dla utrzymania odpowiedniego stężenia RuBP w chloroplastach i pozwala na sprawną aktywację enzymów chloroplastowych. Inhibitory mitochondrialne takie jak oligomycyna i antymycyna wydają się prowadzić do większego zredukowania fotosyntetycznego łańcucha transportu elektronów i mniejszego zakwaszenia lumen tylakoidów. Obserwowano także opóźnienie w aktywowaniu na świetle dehydrogenazy jabłczanowej zależnej od NADP pod wpływem oligomycyny lub rotenonu. Jedną z możliwych konsekwencji wysokiego stopnia zredukowania fotosystemu I jest wzrost natężenia reakcji Mehlera i podwyższenie produkcji H2O2 w chloroplastach. Stwierdzono również, że oligomycyna obniża poziom ATP w cytoplazmie protoplastów jęczmienia na świetle. Wskazuje to na udział mitochondriów w dostarczaniu energii do syntez także w okresie oświetlania. Nawet przy zmniejszonej na świetle aktywności podstawowych enzymów odpowiedzialnych za dostarczanie substratów do cyklu TCA metabolizm komórek roślinnych umożliwia dostarczenie do mitochondriów jabłczanu i szczawiooctanu także dzięki działalności karboksylazy PEP, dehydrogenazy jabłczanowej (MDH) obecnej w mitochondriach oraz dzięki licznym przenośnikom występującym w błonach mitochondrialnych: jabłczan/OAA, jabłczan/2-oksoglutaran, glutaminian/asparaginian.